# Harper County (Oklahoma)
Harper County ist ein County im Bundesstaat Oklahoma der Vereinigten Staaten. Der Verwaltungssitz (County Seat) ist Buffalo. Das U.S. Census Bureau hat bei der Volkszählung 2020 eine Einwohnerzahl von 3.272 ermittelt.

## Geographie
Das County liegt im Nordwesten von Oklahoma, grenzt im Norden an Kansas und hat eine Fläche von 2696 Quadratkilometern, wovon 5 Quadratkilometer Wasserfläche sind. Es grenzt im Uhrzeigersinn an folgende Countys: Comanche County (Kansas), Woods County, Woodward County, Ellis County, Beaver County und Clark County (Kansas).

## Geschichte
Harper County wurde am 16. Juli 1907 aus Teilen des Woods County und des Woodward County gebildet. Benannt wurde es nach Oscar G. Harper, einem Mitglied der Verfassunggebenden Versammlung („Constitunional Convention“) von Oklahoma.
17 Bauwerke und Stätten des Countys sind im National Register of Historic Places (NRHP) eingetragen (Stand 1. Juni 2018).

## Demografische Daten

Alterspyramide des Harper County

Nach der Volkszählung im Jahr 2000 lebten im Harper County 3.562 Menschen in 1.509 Haushalten und 1.030 Familien. Die Bevölkerungsdichte betrug 1 Einwohner pro Quadratkilometer. Ethnisch betrachtet setzte sich die Bevölkerung zusammen aus 95,87 Prozent Weißen, 0,03 Prozent Afroamerikanern, 0,93 Prozent amerikanischen Ureinwohnern, 0,08 Prozent Asiaten, 0,03 Prozent Bewohnern aus dem pazifischen Inselraum und 2,36 Prozent aus anderen ethnischen Gruppen; 0,70 Prozent stammten von zwei oder mehr Ethnien ab. 5,64 Prozent der Bevölkerung waren spanischer oder lateinamerikanischer Abstammung.
Von den 1.509 Haushalten hatten 28,0 Prozent Kinder unter 18 Jahre, die im Haushalt lebten. 58,6 Prozent waren verheiratete, zusammenlebende Paare, 6,5 Prozent waren allein erziehende Mütter. 31,7 Prozent waren keine Familien, 29,2 Prozent waren Singlehaushalte und in 15,6 Prozent der Haushalte lebten Menschen im Alter von 65 Jahren oder darüber. Die durchschnittliche Haushaltsgröße betrug 2,33 und die durchschnittliche Familiengröße betrug 2,87 Personen.
23,3 Prozent der Bevölkerung waren unter 18 Jahre alt, 6,4 Prozent zwischen 18 und 24, 23,4 Prozent zwischen 25 und 44, 25,2 Prozent zwischen 45 und 64 und 21,7 Prozent waren 65 Jahre oder älter. Das Durchschnittsalter betrug 43 Jahre. Auf 100 weibliche Personen kamen 96,6 männliche Personen. Auf 100 Frauen im Alter von 18 Jahren oder darüber kamen 95,2 Männer.
Das jährliche Durchschnittseinkommen eines Haushalts betrug 33.705 USD und das durchschnittliche Einkommen einer Familie betrug 40.907 USD. Männer hatten ein durchschnittliches Einkommen von 27.896 USD gegenüber den Frauen mit 20.784 USD. Das Prokopfeinkommen betrug 18.011 USD. 7,1 Prozent der Familien und 10,2 Prozent der Bevölkerung lebten unterhalb der Armutsgrenze.